# Weinberghaus (Großkühnau)

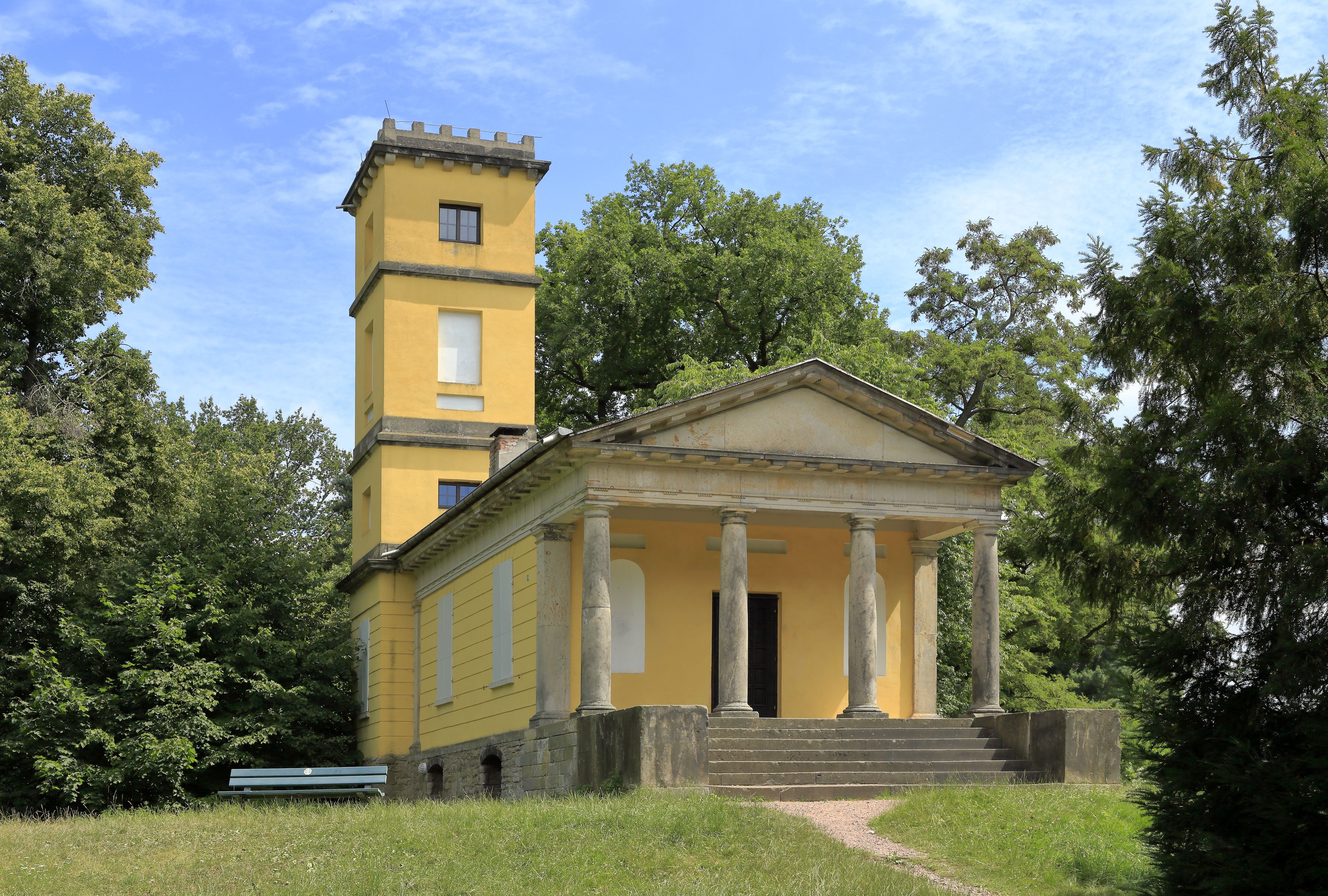
Weinberghaus Großkühnau

Bei dem Weinberghaus, auch Weinbergschlösschen, handelt es sich um ein Landhaus auf einer Anhöhe am Kühnauer See mit Blick auf die Elbe im Kühnauer Park in Großkühnau in Sachsen-Anhalt. Seinen Namen verdankt es den umliegenden Weinbergen.

## Geschichte
Das Weinberghaus wurde von 1818 bis 1820 durch Carlo Ignazio Pozzi errichtet. Das Gebäude wurde hauptsächlich von Herzog Leopold Friedrich zwischen 1814 und 1830 gestaltet. In der Mitte des 19. Jahrhunderts wurde es dann um- und ausgebaut. In den Jahren von 1988 bis 1990 wurde es saniert.

## Beschreibung
Bei dem Weinberghaus handelt es sich um ein klassizistisches Gebäude in italienischer Formensprache. Es besteht aus einem quadratischen Turm mit Zinnenkranz im Nordosten, dem eigentlichen Gebäude und einer Säulenvorhalle im toskanischen Stil mit Freitreppe, Säulen und Dreiecksgiebel im Westen des Gebäudes.
Das Weinberghaus steht als Baudenkmal unter Denkmalschutz und ist im Denkmalverzeichnis mit der Nummer 094 40213 001 als Teil des Kühnauer Parks (Nummer 094 40213) erfasst.